# 新難兄難弟
《新難兄難弟》是1993年上映的英屬香港電影。陳可辛、李志毅合導，梁家輝、梁朝偉、劉嘉玲主演。本片向1953年中聯電影《危樓春曉》致敬。
隨著梁朝偉和劉嘉玲於2008年結婚，令本片成為香港目前唯一一套曾在電影中飾演母子，但在現實中則是一對夫婦的影視作品。
2009年無綫電視劇集《巴不得爸爸…》沿襲了本片之概念。

## 角色
| 演員           | 角色          | 備註 |
| 梁家輝         | 楚帆          | 名字及角色形象影射吳楚帆及其於《危樓春曉》所演的梁威。 楚原父親（但是現實中楚原及吳楚帆並非父子關係） 五十年代電車廠職員，為人仗義疏財，常為助人而不顧自己和家人，口頭禪是「人人為我，我為人人」。 英文名Tommy取自《Tell Laura I Love Her》。 |
| 梁朝偉 (成年)  | 楚原          | 名字同楚原。地產經紀，為人務實貪財，不理解父親的仁義。花心，對女醫生有情結。 穿越到五十年代後自稱是楚帆來自婆羅乃的親戚。拍攝大合照時為了打停在右頰的蒼蠅，導致照片最後看不見正面。                                                           |
| 吳卓隆 (童年)  | 楚原          | 名字同楚原。地產經紀，為人務實貪財，不理解父親的仁義。花心，對女醫生有情結。 穿越到五十年代後自稱是楚帆來自婆羅乃的親戚。拍攝大合照時為了打停在右頰的蒼蠅，導致照片最後看不見正面。                                                           |
| 劉嘉玲         | 屈羅娜(Laura) | 楚帆之妻，楚原母親。原為富家千金，與楚帆結婚後與家族斷絕關係。 |
| 袁詠儀         | 何靜儀        | 現代角色，楚原的女友。 |
| 袁詠儀         | 紫羅蓮        | 春風街街坊，喜歡楚原。名字同紫羅蓮。 |
| 鄭丹瑞         | 成年小龍      | 楚帆好友 |
| 鄭丹瑞         | 高佬泉        | 春風街街坊，小龍父親。角色形象影射《危樓春曉》的譚二叔(黃楚山飾)。名字影射高魯泉。 |
| 黃希揚         | 童年小龍      | 影射《危樓春曉》中李小龍飾演的角色華仔。 |
| 翁杏蘭         | 燕            | 春風街街坊，高佬泉妻子 |
| 吳啟華         | 貴利馮        | 春風街街坊，角色形象影射《危樓春曉》的黃大班。 |
| 李婉華         | 琴姐          | 春風街街坊，貴利馮妻子 |
| 李曉彤         | 寶寶          | 影射童星時代的馮寶寶，春風街街坊，琴姐收養之幼女，包辦家務，擅打麻雀。 |
| 周文健         | 張活游        | 影射張活游，春風街街坊，人稱「張老師」，口頭禪是說自己「係三間大學嘅畢業生」，喜歡播放《沉思曲》。 |
| 李子雄         | 李家成        | 影射李嘉誠，春風街街坊，楚原在五十年代提示他發展地產事業的時機。 |
| 曾近榮         | 屈羅娜表哥    | |
| 周嘉玲         | 鍾珍妮        | 現代角色，楚原的心理醫生。 |
| 陳德森         | 太子基        | 將紫羅蓮賣到舞廳抵債 |
| 何雲           | 傅向東        | 太子基父親，楚原在五十年代傳授他未來的分期付款售樓模式。 |
| 潘芳芳         |               | 出現在楚原回到現代後所看到的過去人物幻影中，與太子基打情罵俏的女子，但在五十年代情節並沒此人出現。 |
| 張之亮         | 墨七          | 劫匪，後成為楚帆的好友。 |
| 楚原           | 屈臣氏爵士    | 名字同屈臣氏，屈羅娜父親，不喜歡楚帆對金錢的態度。 |
| 彭美嫦         | 屈羅娜母親    | |
| 金揚樺         | 雷洛(雷沙展)  | 影射呂樂 |
| 張同祖         | 攝影師        | |
| 葉廣儉         | 齊瓦哥醫生    | 名字同齊瓦哥醫生 |
| 葉廣儉         | 四人樂隊成員  | |
| 葉廣儉         | 拉車伕        | |
| 黃老邪(黃佐賢) | 老周          | 影射周吉, 春風街街坊，紫羅蓮後父。 |
| 陳望華         | 消防隊長      | |
| 陳榮照         | 工務局幫辦    | |
| 侯煥玲         |               | 光顧車伕的老婦 |
|                | 柱明          | 春風街街坊，常斥責雷洛的貪污行為。 影射李柱銘。 |
|                | 司徒樺        | 春風街街坊，柱明的朋友。 影射司徒華。 |

## 音樂

### 歌曲

#### 《我要你的愛》
曲：取自英文歌《I Want You to Be My Baby》
詞：司徒明
唱：葛蘭

#### 《Tell Laura I Love You》
曲：取自英文歌《Tell Laura I Love Her》
中文詞：林敏驄
唱：梁家輝 / 梁朝偉

### 配樂
- 胡戈·阿爾芬《第一瑞典狂想曲: 仲夏守夜（英语：Swedish Rhapsody No. 1）》(Hugo Alfvén - Swedish Rhapsody No. 1: "Midsommarvaka")
- 柴可夫斯基《四季: 六月.船歌（英语：The Seasons (Tchaikovsky)）》(Tchaikovsky - The Seasons, Op. 37b: No. 6, June. Barcarolle)
- 儒勒·馬斯內《沉思曲》(Jules Massenet - Thais: Meditation) - 張活遊喜歡播放的悲情音樂, 粵語長片常用的著名配樂
- 貝多芬《第9號交響曲》第四樂章 (Beethoven - Symphony No. 9 in D Minor, Op. 125: IV. "Choral": IV. Presto) - 楚帆初出場救人時
- 小約翰·施特勞斯《藍色多瑙河》(Johann Strauss II - The Beautiful Blue Danube, Waltz, Op. 314) - 張活遊拉車時
- 旱天雷 - 楚帆教楚原防身招式時

## 備註
楚原跳落沙井中嘗試穿越時空時所說的「飛哥跌落坑渠」，出自新馬師曾的電影《飛哥跌落坑渠》及同名歌曲。

## 相關作品
- 《夏洛特煩惱》，2015年中國電影
- 《乘風破浪》，2017年中國電影
- 《你好，李煥英》，2021年中國電影

## 外部連結
- 開眼電影網上《新難兄難弟》的資料（繁體中文）
- 香港影庫上《新難兄難弟》的資料（繁體中文）
- 时光网上《新難兄難弟》的資料（简体中文）
- 豆瓣电影上《新難兄難弟》的資料 （简体中文）
- 爛番茄上《新難兄難弟》的資料（英文）
- 互联网电影数据库（IMDb）上《新難兄難弟》的资料（英文）